# Чунюн
Чунюн (кит. трад. 春運, спр. 春运, піньїнь: Chunyun) — масова внутрішня міграція китайського населення перед і після китайського нового року.
Це пов'язано з традицією обов'язково відзначати китайський новий рік (春节) в колі сім'ї. Тому багато китайців (робочі мігранти, студенти), які працюють, навчаються і живуть далеко від сім'ї збираються і їдуть на батьківщину, створюючи при цьому транспортний колапс. Вокзали, аеропорти і автобусні станції переповнені, уряд підключає додаткові рейси, народ резервує квитки на транспорт за місяць.